# Schloss Moosthenning

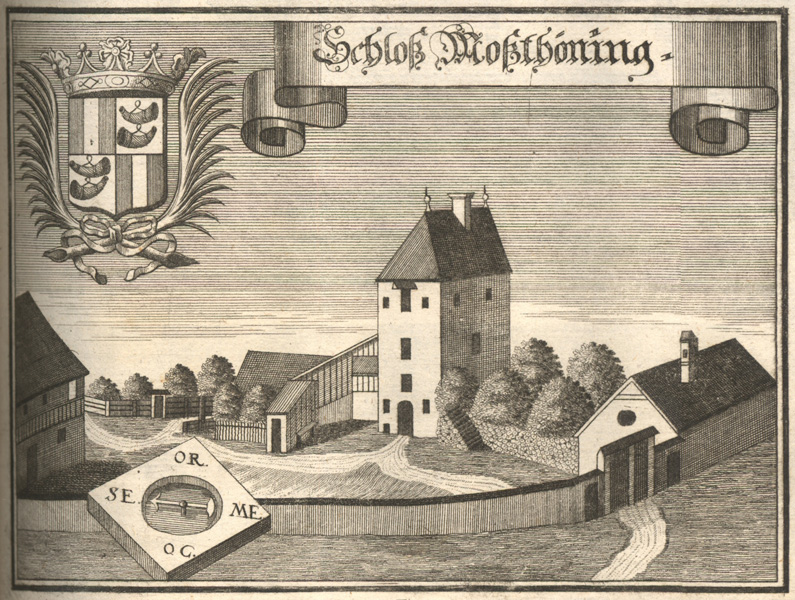
Schloss Moosthenning nach einem Stich von Michael Wening (1726)

Das abgegangene Schloss Moosthenning, früher auch Moßthöning oder Mostening geschrieben, befand sich in der niederbayerischen Gemeinde Moosthenning im Landkreis Dingolfing-Landau. Die Anlage ist als Bodendenkmal mit der Aktennummer D-2-7340-0362 und der Beschreibung „untertägige Befunde des Mittelalters und der frühen Neuzeit im Bereich der Kath. Kirche St. Maria mit zugehörigem, ummauertem Friedhof in Moosthenning, darunter die Spuren von Vorgängerbauten bzw. älteren Bauphasen“ verzeichnet.

## Baulichkeit
In Moosthenning kam es 1531 kam es zu einer Spaltung des Besitzes, sodass hier ein älterer hölzernen Sitz mit einem jüngeren mit einem gemauerten Herrenhaus vorhanden war. Das hölzerne Herrenhaus ist vermutlich im Dreißigjährigen Krieg völlig vernichtet worden, da es später nicht mehr aufgeführt wird. Das gemauerte Schloss wurde 1648 im Dreißigjährigen Krieg von den Schweden besetzt und bis auf einen mächtigen Turm an der Südostecke und einige kleine Wirtschaftsgebäude niedergebrannt. Michael Wening schreibt 1723 dazu in seiner Topographie: „Nachdeme durch die in Anno 1648 vmb / vnnd zu Dinglfing gelegene Schwedische Feins-Völker / das hiesige allermassen wolerbaut gewesen Schloß / worinnen die Hertzogen in Bayern / ec. Wann dieselben sich auf dero Schloß Leonsperg zur Raigerbaiß vnd Schweinhatz begeben / villmals das Mittagsmahl eingenommen haben/ voellig abgebrendt worden / so ist aus dem uebrigen sogenannten gemaurten Thurn gleichwol eine solche Wohnung zugricht worden / das der jetzige Inhaber darin behausen kan.“ Der viergeschossige Turm stand in der Ostecke des Burgareals, zu den Obergeschossen führte ein hölzerner Aufgang. Im Hofbereich sind zwei bäuerliche Gebäude vorhanden und der Hof ist mit einem Plankenzaun mit einem Tor und zwei Nebeneingängen eingegrenzt. Einem Bericht von 1693 zufolge umfasste der Edelsitz eine Taverne, ein Bad, eine Schmiede, einen ganzen Hof, 13 Sölden und Weinlehen und ein Leerhäusl.
Bis zur Mitte des 19. Jahrhunderts waren der Turm und weitere Gebäude des Schlosses erhalten. Ein ausgebauter Raum des Turmes diente als Schule. 1850 wurden die Reste des ehemaligen Schlosses abgebrochen, sodass heute keine Spuren mehr vorhanden sind. Der letzte Hinweis auf das ehemalige Schloss Moosthenning verschwand mit dem Abbruch des Benefiziatenhauses im Jahre 1975.

## Geschichte
Der Ort Moosthenning wurde erstmals in einer Urkunde des Klosters Seligenthal vom Jahre 1275 erwähnt, obwohl die Endsilbe „-ing“ als typisch bajuwarische Namensgebung auf eine Gründung des Ortes im 6. Jahrhundert schließen lässt. Die nicht geschlossene Hofmark Moosthenning gehörte einst zum Gericht Natternberg und ab Mitte des 19. Jahrhunderts zum Landgericht Dingolfing. 
1343 wird das Geschlecht der Pelnchover auf der Hofmark genannt. „Ott der Pölnchouer“ zu Moosthenning und Hackerskofen war der erste auf diesem Sitz, das Geschlecht lässt sich bis 1550 verfolgen. Als weitere Hofmarksherren erscheinen im 16. und 17. Jahrhundert die Pelkofer, die Eberspeckh, die Magensreutter, die Romung zu Romeck (die zeitweise auch Schloss Tunzenberg besaßen), ein Freiherr zu Closen, die Freiherren von Fränking zu Adldorf, die Paumgartten und bis 1759 an die Freien von und zu Neufraunhofen. Dann wechselte der Besitz zu den Edlen von Axthalb und ging 1808 in den Besitz des Grafen Maximilian von Montgelas über. 